# Championnats du monde de trail 2007
Navigation
Édition suivante
Les championnats du monde de trail 2007, première édition des championnats du monde de trail organisés par l'International Association of Ultrarunners, ont lieu le 8 décembre 2007 à Huntsville, aux États-Unis lors de la dix-huitième édition du Sunmart Texas Trail (50 miles, environ 80 km). Il est remporté par le Polonais Jaroslaw Janicki chez les hommes et par la Japonaise Norimi Sakurai chez les femmes.

## Podiums

### Hommes
| Catégorie  | Or                              | Argent                            | Bronze                      |
| ---------- | ------------------------------- | --------------------------------- | --------------------------- |
| Individuel | Jaroslaw Janicki 6 h 7 min 45 s | Marc Vanderlinden 6 h 29 min 20 s | José Azevedo 6 h 32 min 4 s |

### Femmes
| Catégorie  | Or                             | Argent                         | Bronze                    |
| ---------- | ------------------------------ | ------------------------------ | ------------------------- |
| Individuel | Norimi Sakurai 6 h 34 min 57 s | Helena Crossan 7 h 18 min 23 s | Adela Salt 7 h 22 min 3 s |